# Liste der Biografien/Hamb
Liste der Biografien |
Portal Biografien |
Personensuche
# |
A |
B |
C |
D |
E |
F |
G |
H |
I |
J |
K |
L |
M |
N |
O |
P |
Q |
R |
S |
T |
U |
V |
W |
X |
Y |
Z |
?
 
Ha |
Hd |
He |
Hi |
Hj |
Hk |
Hl |
Hm |
Hn |
Ho |
Hr |
Hs |
Ht |
Hu |
Hv |
Hw |
Hy
 
Haa |
Hab |
Hac |
Had |
Hae–Haf |
Hag |
Hah |
Hai |
Haj |
Hak |
Hal |
Ham |
Han |
Hao |
Hap |
Haq |
Har |
Has |
Hat |
Hau |
Hav |
Haw |
Hax |
Hay |
Haz
 
Hama |
Hamb |
Hamd |
Hame |
Hamf |
Hamh |
Hami |
Hamk |
Haml |
Hamm |
Hamn |
Hamo |
Hamp |
Hamr |
Hams |
Hamu |
Hamv |
Hamw |
Hamy |
Hamz
Die Liste der Biografien führt alle Personen auf, die in der deutschsprachigen Wikipedia einen Artikel haben. Dieses ist eine Teilliste mit 123 Einträgen von Personen, deren Namen mit den Buchstaben „Hamb“ beginnt.

## Hamb

### Hamba
- Hambach, Richard (1917–2011), deutscher Autor und Comiczeichner
- Hambach, Thomas (* 1962), deutscher Offizier (Brigadegeneral)Thomas Hambach (* 1962)

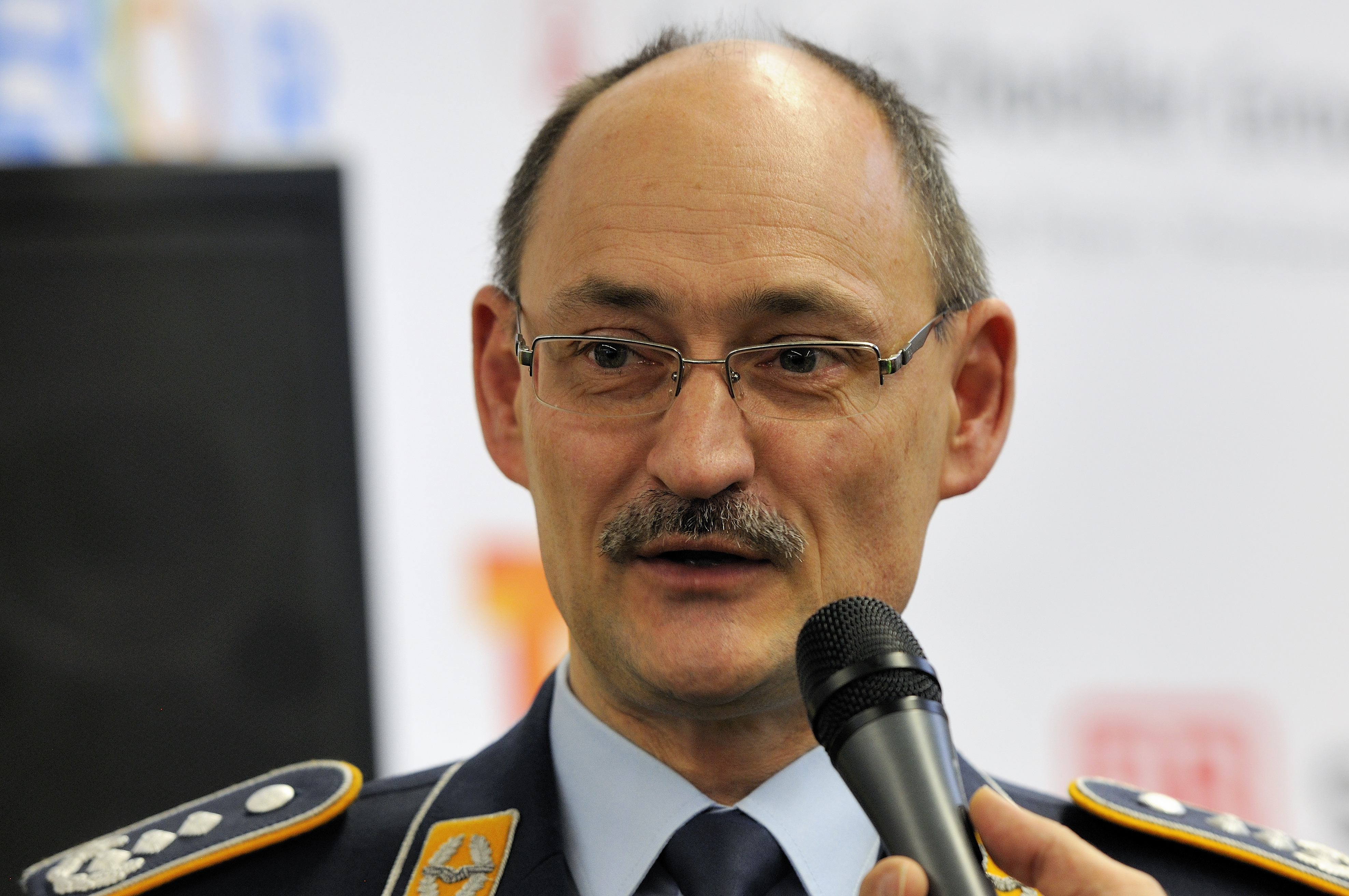
Thomas Hambach (* 1962)

- Hambalek, Frédéric (* 1986), deutscher Drehbuchautor, Filmregisseur und Filmproduzent
- Hambally, Haoua (1960–2016), nigrische Journalistin, Medienunternehmerin und Politikerin
- Hambardsumjan, Eduard (* 1986), russischer bzw. armenischer Boxer
- Hambardsumjan, Ofelja (1925–2016), armenische Sängerin
- Hambardsumjan, Wiktor (1908–1996), armenischer und sowjetischer Astrophysiker und Astronom
- Hambarzumjan, Dawit (1956–1992), sowjetisch-armenischer Wasserspringer

### Hambe
- Hambeck, Beatriz, uruguayische Eiskunstläuferin
- Hambeck, Manfred (1938–2023), deutscher Fußballtorhüter
- Hamber, Edmund (1893–1940), österreichischer Filmkaufmann und -produzent
- Hamber, Eric (1879–1960), kanadischer Manager, Vizegouverneur von British Columbia
- Hamber, Philipp (1887–1940), österreichischer Filmkaufmann, Filmverleiher, Filmtheater-Betreiber und Filmproduzent
- Hamberg, Matti (* 1932), finnischer Eisschnellläufer
- Hamberg, Per-Martin (1912–1974), schwedischer Komponist, Skriptverfasser, Regisseur, Schriftsteller und Radioproduzent
- Hamberg, Piet (* 1954), niederländischer Fußballspieler und -trainer
- Hamberger, Adolph Friedrich (1727–1750), deutscher Mediziner
- Hamberger, Carl Friedrich von (1745–1811), preußischer Generalmajor
- Hamberger, Georg (1536–1599), deutscher Arzt, Hochschullehrer und Rektor
- Hamberger, Georg Albrecht (1662–1716), deutscher Mathematiker und Physiker
- Hamberger, Georg Christoph (1726–1773), deutscher Historiker, Professor der Geschichte
- Hamberger, Georg Erhard (1697–1755), deutscher Arzt
- Hamberger, Hanns (1923–2013), deutscher Kommunalpolitiker (CSU)
- Hamberger, Joscio (1667–1739), römisch-katholischer Geistlicher
- Hamberger, Josef (1884–1962), österreichischer Arbeiter, Gewerkschafter und Politiker, Landtagsabgeordneter
- Hamberger, Josef (1890–1958), deutscher Verwaltungsjurist und Kommunalpolitiker (CSU)
- Hamberger, Josef (1925–2019), deutscher Bildhauer
- Hamberger, Josef (1930–1988), österreichischer Boxer
- Hamberger, Julius (1801–1885), theosophischer Schriftsteller
- Hamberger, Korbinian (* 1980), deutscher Drehbuchautor
- Hamberger, Lorenz Andreas (1690–1718), deutscher Rechtswissenschaftler
- Hamberger, Wilhelm (1903–1979), deutscher Oberst der Wehrmacht und Bundeswehr
- Hamberger, Wolfgang (1930–2025), deutscher Politiker (CDU) und Autor
- Hambese, Gela (* 2002), äthiopische Langstreckenläuferin

### Hambi
- Hambidge, Jay (1867–1924), US-amerikanischer Maler und Kunsthistoriker
- Hambidge, Viola (* 2006), estnische Leichtathletin
- Hambisa, Demitu Bonsa, äthiopische Politikerin
- Hambitzer, Gerald (* 1957), deutscher Cembalist, Clavichord- und Fortepianospieler

### Hambl
- Hamblen, Jonathan (* 1975), US-amerikanischer Cyclocross- und Straßen-Radrennfahrer
- Hamblen, Stuart (1908–1989), US-amerikanischer Country-Sänger und Songwriter
- Hambleton, Aman (* 1992), kanadischer Schachspieler
- Hambleton, Peter (* 1960), neuseeländischer SchauspielerPeter Hambleton (* 1960)

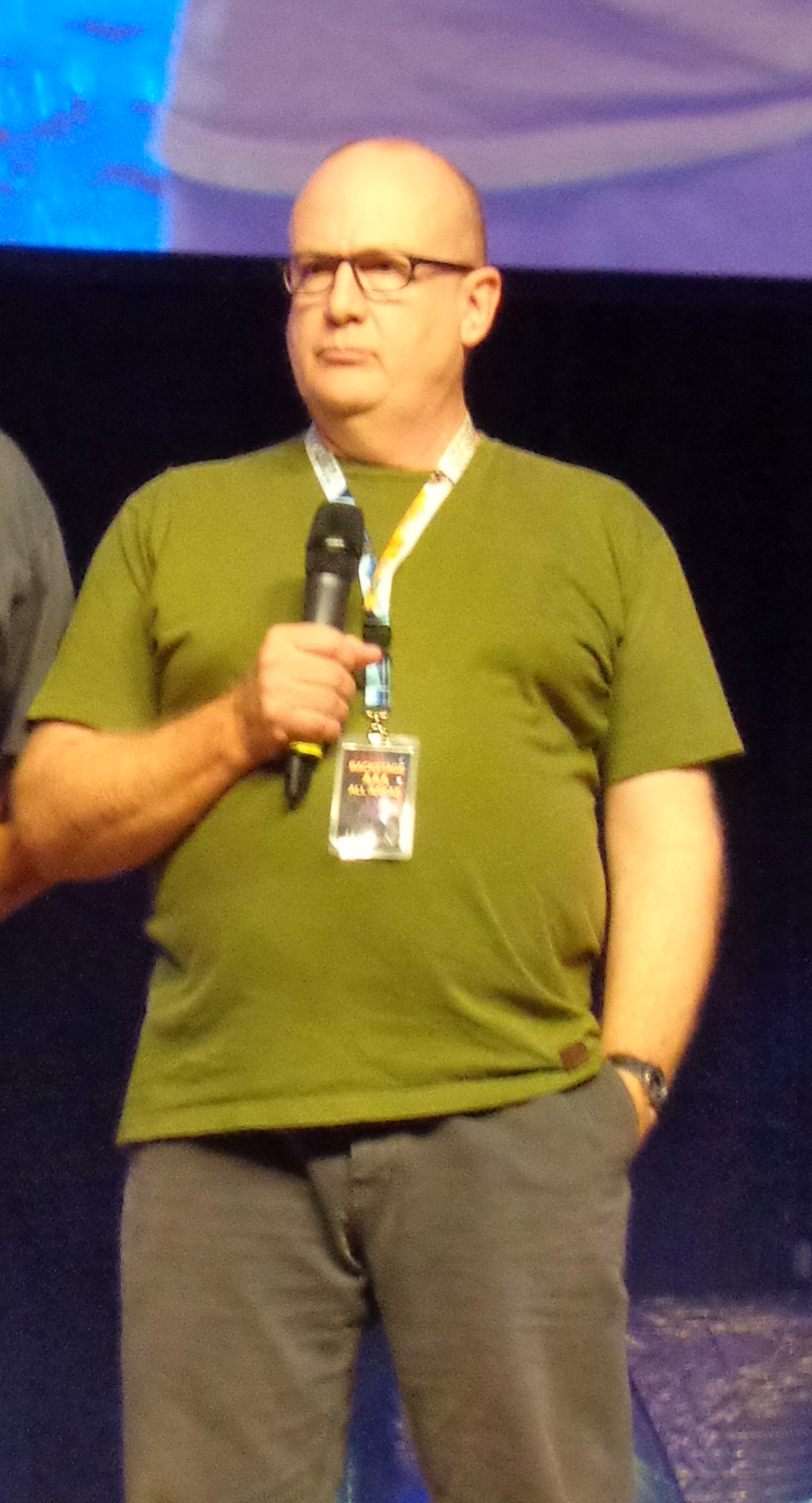
Peter Hambleton (* 1960)

- Hambleton, Richard († 2017), kanadischer Maler und Graffiti-Künstler
- Hambleton, Samuel (1812–1886), US-amerikanischer Politiker
- Hamblin, Charles Leonard (1922–1985), australischer Philosoph, Logiker und Computerpionier
- Hamblin, Jacob (1819–1886), US-amerikanischer Pionier
- Hamblin, Nikki (* 1988), neuseeländische Mittelstreckenläuferin
- Hamblin, Paul, britischer Tontechniker
- Hambling, Gerry (1926–2013), britischer Filmeditor
- Hambling, Maggi (* 1945), britische Künstlerin
- Hambly, Barbara (* 1951), US-amerikanische Fantasy-Autorin
- Hambly, Gavin (1934–2006), britischer Historiker
- Hambly, Tim (* 1983), US-amerikanischer Eishockeyspieler
- Hambly, Wilfrid Dyson (1886–1962), britisch-US-amerikanischer Ethnologe und Anthropologe

### Hambo
- Hambo, Vahid (* 1995), finnischer Fußballspieler
- Hambourg, André (1909–1999), Lithograf, Zeichner und Dekorateur
- Hambourg, Boris (1885–1954), russischer Cellist
- Hambourg, Jan (1882–1947), kanadischer Geiger
- Hambourg, Mark (1879–1960), russisch-britischer Pianist

### Hambr
- Hambræus, Axel (1890–1983), schwedischer Schriftsteller und Pfarrer
- Hambraeus, Bengt (1928–2000), schwedischer Komponist, Organist und Musikwissenschaftler
- Hambrecht, Jürgen (* 1946), deutscher Chemiker und Manager
- Hambrecht, Wolfgang (* 1957), deutscher Maler
- Hambro, Carl Joachim (1885–1964), norwegischer konservativer Politiker, Mitglied des Storting und Journalist
- Hambro, Charles, Baron Hambro (1930–2002), britischer Bankier und konservativer Politiker
- Hambro, Edvard (1911–1977), norwegischer Politiker, Mitglied des Storting und Diplomat
- Hambro, Joseph (1780–1848), dänischer Kaufmann und Bankier
- Hambro, Lenny (1923–1995), US-amerikanischer Altsaxophonist des Swing und des Modern Jazz
- Hambrock, Friedrich (1890–1985), deutscher Pfarrer der Siebenten-Tags-Adventisten
- Hambroek, Antonius (1607–1661), niederländischer Missionar in Diensten der Niederländischen Ostindien-Kompanie
- Hambrook, Baum (1818–1897), deutscher Reichsgerichtsrat und Reichsoberhandelsgerichtsrat
- Hambrook, Sharon (* 1963), kanadische Synchronschwimmerin
- Hambruch, Paul (1882–1933), deutscher Ethnologe

### Hambu
- Hambuch, August Karl (1797–1834), deutscher Opernsänger (Tenor) und Violinist
- Hambüchen, Bernd (* 1940), deutscher Pädagoge, Hochschullehrer und Schriftsteller
- Hambüchen, Fabian (* 1987), deutscher GeräteturnerFabian Hambüchen (* 1987)

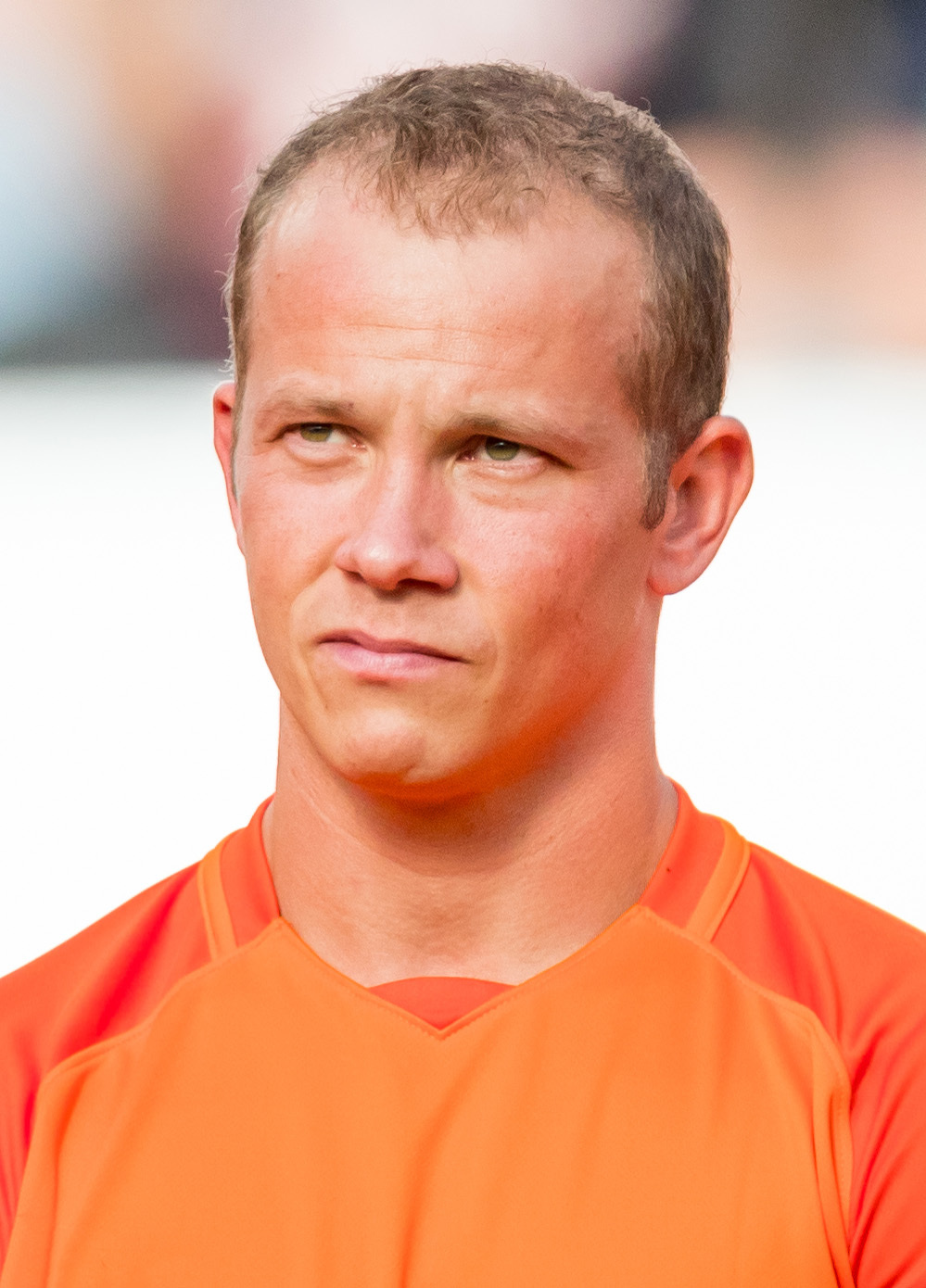
Fabian Hambüchen (* 1987)

- Hambüchen, Georg (1901–1971), deutscher Maler
- Hambüchen, Ulrich (* 1949), deutscher Jurist und Publizist
- Hambüchen, Wilhelm (1869–1939), deutscher Landschafts- und Marinemaler
- Hambüchen, Wolfgang (* 1954), deutscher Turntrainer
- Hamburg, Beatrix (1923–2018), US-amerikanische Medizinerin und Hochschullehrerin
- Hamburg, Daniel (* 1948), US-amerikanischer Politiker
- Hamburg, David A. (1925–2019), US-amerikanischer Psychiater und Konfliktforscher
- Hamburg, John (* 1970), US-amerikanischer Regisseur, Filmproduzent und Drehbuchautor
- Hamburg, Julia Willie (* 1986), deutsche Politikerin (Bündnis 90/Die Grünen)Julia Willie Hamburg (* 1986)

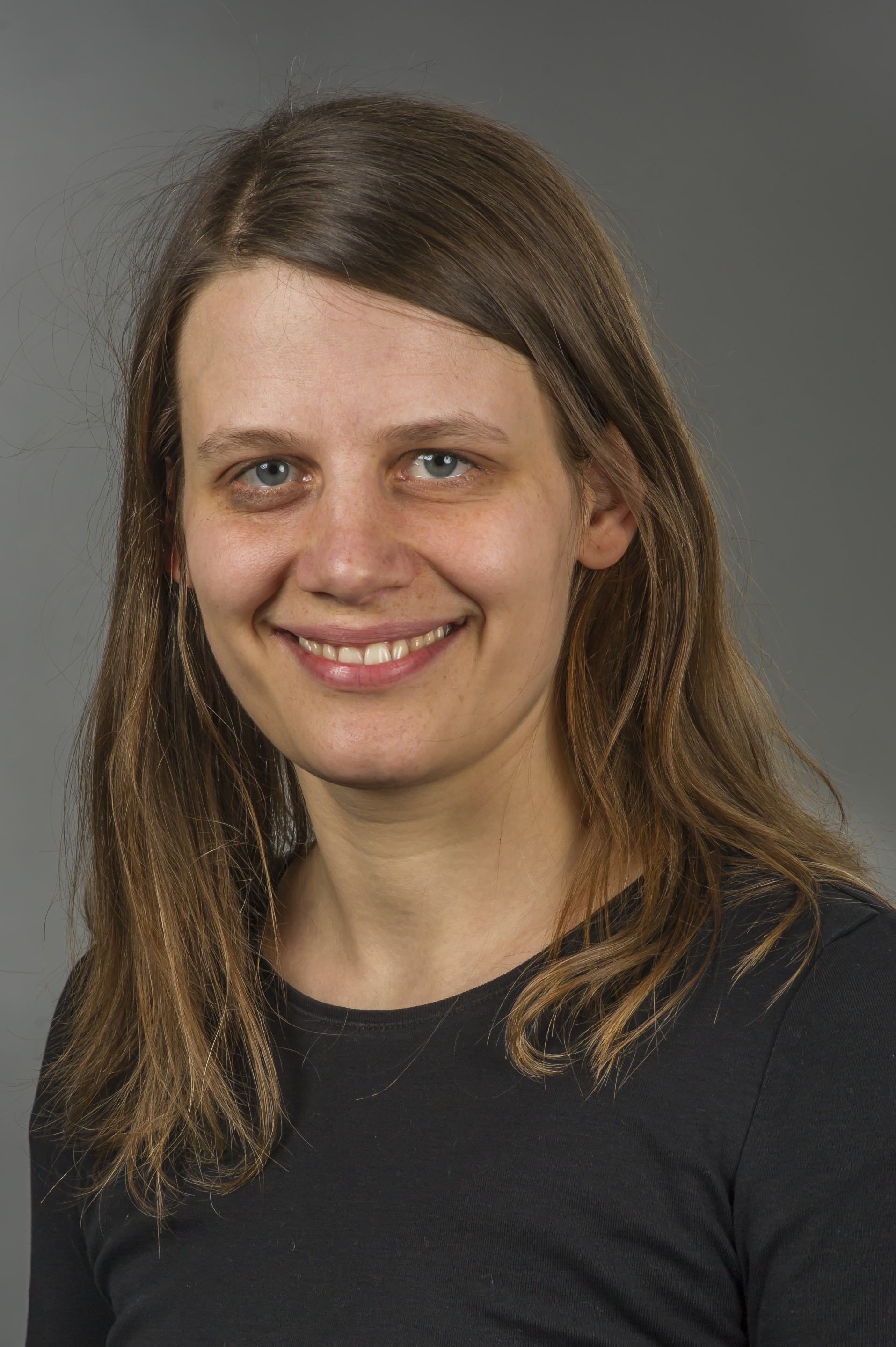
Julia Willie Hamburg (* 1986)

- Hamburg, Lisa (1890–1942), deutsche Klassische Archäologin
- Hamburg, Margaret (* 1955), US-amerikanische Ärztin und Regierungsbeamte
- Hamburg, Wolf (1770–1850), deutscher Rabbiner und Talmudist
- Hamburger, Adolphe (1898–1945), niederländischer Schauspieler bei Bühne und Film
- Hamburger, Amélia (1932–2011), brasilianische Physikerin und Hochschullehrerin
- Hamburger, Arno (1923–2013), deutscher Politiker (SPD), erster Vorsitzender der Israelitischen Kultusgemeinde (IKG) in Nürnberg
- Hamburger, Bo (* 1970), dänischer Radrennfahrer
- Hamburger, Cao (* 1962), brasilianischer Filmregisseur, Drehbuchautor und Kinderbuchautor
- Hamburger, Carl (1828–1913), deutscher Jurist, Frankfurter Politiker
- Hamburger, Clara (1873–1945), deutsche Zoologin
- Hamburger, Erna (1911–1988), deutsch-Schweizer Elektroingenieurin und Hochschullehrerin
- Hamburger, Ernst (1890–1980), deutsch-amerikanischer Beamter, Politiker (SPD) und Autor
- Hamburger, Franz (1874–1954), österreichischer Mediziner und Hochschullehrer
- Hamburger, Franz (* 1946), deutscher Hochschullehrer und Pädagoge
- Hamburger, Georg (1941–2024), deutscher Politiker (CDU), MdL
- Hamburger, Gertraud (1953–2020), deutsche Malerin
- Hamburger, Hans (1889–1956), deutscher Mathematiker
- Hamburger, Hartog Jakob (1859–1924), niederländischer Physiologe
- Hamburger, Jacob (1826–1911), deutscher Rabbiner
- Hamburger, Jacob Friedrich (1768–1850), deutscher Posamentiermeister, Frankfurter Politiker
- Hamburger, Jean (1909–1992), französischer Mediziner und Essayist
- Hamburger, Jeffrey F. (* 1957), US-amerikanischer Kunsthistoriker
- Hamburger, Johan Coenraad (* 1809), niederländischer Porträtmaler deutscher Abstammung
- Hamburger, Jörg (1935–2014), Schweizer Grafikdesigner, Typograf, Plakatgestalter und Lehrer
- Hamburger, Julius (1830–1909), österreichischer Porträt- und Tiermaler
- Hamburger, Käte (1896–1992), deutsche Germanistin und Philosophin
- Hamburger, Maik (1931–2020), deutscher Übersetzer, Publizist und Dramaturg
- Hamburger, Meyer (1838–1903), deutscher Mathematiker
- Hamburger, Michael (1924–2007), deutsch-britischer Lyriker, Essayist, Literaturkritiker und Übersetzer
- Hamburger, Paul (1920–2004), österreichisch-britischer Pianist, Gründer des Mozart-Quartetts
- Hamburger, Peter (* 1966), deutscher Kirchenmusiker
- Hamburger, Richard (1884–1940), deutscher Mediziner (Pädiater)
- Hamburger, Rudolf (1903–1980), deutscher Architekt, Kommunist und Widerstandskämpfer und Agent des GRU
- Hamburger, Viktor (1900–2001), deutscher Entwicklungsbiologe
- Hamburger, Wilhelm (1821–1904), deutsch-österreichischer Papierindustrieller
- Hamburger, Willibald (1884–1965), deutscher Architekt und Politiker (DNVP, CDP/CDU)
- Hambursin, Numa (* 1979), französischer Kunstkritiker und Kurator

### Hamby
- Hamby, Dearica (* 1993), US-amerikanische Basketballspielerin